# Кастелнуово (Пјаченца)
Кастелнуово је насеље у Италији у округу Пјаченца, региону Емилија-Ромања.
Према процени из 2011. у насељу је живело 327 становника. Насеље се налази на надморској висини од 148 м.